# بروکفیلد شمالی (ماساچوست)
بروکفیلد شمالی، ماساچوست
بروکفیلد شمالی(به انگلیسی: North Brookfield) شهرکی در شهرستان ورچستر ایالت ماساچوست می‌باشد که در سال ۱۸۱۲ بنیان‌گذاری شده‌است. این شهرک در سرشماری سال ۲۰۱۰ میلادی، ۴٬۶۸۰ نفر جمعیت داشته‌است.